# Hugh Williamson
Hugh Williamson (ur. 5 grudnia 1735, zm. 22 maja 1819 w Nowym Jorku) to amerykański lekarz i polityk.
W latach 1782-1785 i 1788 uczestniczył w obradach Kongresu Kontynentalnego jako przedstawiciel Karoliny Północnej.
Był uczestnikiem Konwencji Konstytucyjnej w Filadelfii w 1787 roku, na której uzgodniono Konstytucję Stanów Zjednoczonych, której był sygnatariuszem.
W latach 1790-1793 podczas pierwszej i drugiej kadencji Kongresu Stanów Zjednoczonych reprezentował stan Karolina Północna w Izbie Reprezentantów Stanów Zjednoczonych